# Astromeritis
Astromeritis (gr. Αστρομερίτης) – wieś w Republice Cypryjskiej, w dystrykcie Nikozja. W 2011 roku liczyła 2307 mieszkańców.